# نيقولاي جوبينكو
نيقولاي نيقولايفيتش جوبينكو (17 أغسطس 1941 - 16 أغسطس 2020)، كان ممثل مخرج مسرحي سينمائي وكاتب سيناريو وسياسي سوفيتي روسي. حصل على لقب فنان الشعب في روسيا الاتحادية الاشتراكية السوفيتية في عام 1985.
ولد بمدينة أوديسا الأوكرانية في 17 أغسطس 1941، هو الأصغر بين خمسة أبناء. والدته روسية ووالده من مواليد أوكرانيا، مات كلاهما في عام 1942 خلال حرب الجبهة الشرقية (الحرب العالمية الثانية)، تم تبني جميع أشقائه، بينما تُرك هو مع أجداده الذين أرسلوه إلى دار أيتام أوديسا بعد الحرب. ثم التحق بمدرسة داخلية خاصة التي ركزت على اللغة الإنجليزية. وبعد التخرج كان من المفترض أن يلتحق بالمعهد العسكري للغات الأجنبية، ولكن تم إغلاقه في عام 1955 بعد إصلاحات نيكيتا خروتشوف، وبعد ذلك، في عام 1958 انضم إلى مسرح الشباب في أوديسا.

## أفلام
- فيلم: هؤلاء يقاتلون لبلدهم

## روابط خارجية
- نيقولاي جوبينكو على موقع IMDb (الإنجليزية)
- نيقولاي جوبينكو على موقع مونزينجر (الألمانية)
- نيقولاي جوبينكو على موقع ألو سيني (الفرنسية)
- نيقولاي جوبينكو على موقع ميوزك برينز (الإنجليزية)
- نيقولاي جوبينكو على موقع أول موفي (الإنجليزية)
- نيقولاي جوبينكو على موقع قاعدة بيانات الأفلام السويدية (السويدية)
- نيقولاي جوبينكو على موقع قاعدة بيانات الفيلم (الإنجليزية)
- نيقولاي جوبينكو على موقع كينوبويسك (الروسية)
- Nikolai Gubenko في قاعدة بيانات الأفلام على الإنترنت
- مساران ثقافيان سوفيتيان يتقاطعان في مقال في واشنطن في صحيفة نيويورك تايمز ، 6 ديسمبر 1990
- مونولوج في 4 أجزاء. نيقولاي جوبينكو فيلم وثائقي لروسيا-ك ، 2018 (بالروسية)
- نيقولاي جوبينكو. أنا أقبل القتال فيلم وثائقي من TV Center ، 2011 (بالروسية)